# Al-Nabigha
Al-Nabigha (en árabe: النابغة الذبياني / al-Nābighah al-Dhubiyānī; nombre real Ziyad ibn Muawiyah; c. 535 – c. 604 o 605), fue uno de los últimos poetas árabes de la época preislámica. "Al-Nabigha" significa "genio" en árabe.
Su tribu, los Banu Dhubyan, pertenecía al distrito de la cercana Meca, pero él pasó la mayoría de su tiempo en las cortes de Hirah y Gasán. En Hira permaneció bajo Mundhir III, y su sucesor en 562.
Después de una estancia en la corte de gasánida, regresó a Hirah bajo Numan III. Sin embargo, aun así, se vio obligado a huir de regreso a Gasán, a causa de algunos versos que había escrito sobre la reina, pero regresó otra vez aproximadamente hacia 600. Cuándo Numan murió unos cinco años más tarde se había retirado a su propia tribu, donde era conocido como Elías de la tierra de Bishara (ذؤّوب الياس من أرض البشارة; como lo describe al Maqrizi).
La fecha de su muerte es incierta, pero no parece haber conocido el Islam. Sus poemas consisten en gran parte de elogios y sátiras, y está preocupado con los conflictos de Hira y Gasán, y de los Banu Abs con los Banu Dhubyan. Es uno de los seis eminentes poetas preislámicos cuyos poemas fueron recopilados antes de la mitad del siglo II del Islam, y han sido considerados como el estándar de la poesía árabe; algunos escritores le consideran el primero de los seis. Estos poetas crearon poemas largos comparables a poemas épicos, conocidos como Mu'allaqat (معلقات) desde que fueron colgados en las paredes de la Kaaba para poder ser admirados y leídos. Al-Nabigha es también conocido como la persona que dio su nombre a la poetisa Al-Khansa.[cita requerida]
Sus poemas fueron editados por Wilhelm Ahlwardt en Diwans of the Six Ancient Arabic Poets (Londres, 1870), y por separado por H. Derenbourg (París, 1869, una reimpresión de la revista Journal asiatique de 1868).